# Ella Hudson Day
Pour les articles homonymes, voir Day.
Ella Hudson Day était une pianiste et compositrice américaine de musique ragtime. Elle est née en février 1876 au Texas, et mourut le 4 novembre 1951 à l'âge de 75 ans. Son morceau le plus célèbre est son « Fried Chicken Rag » de 1912.

## Liste des œuvres
- America, My America (1900)
- Texas, Pride of the South (1909)
- Quality Rag (1909)
- Fried Chicken (1912)
- You, Just You (1926)
- I'm in Love With You (1948)
- Sleep Time (?)
- Red Bird (?)